# Slava Raškaj
Slava Raškaj née le 2 janvier 1877 à Ozalj, en Croatie-Slavonie, et morte le 29 mars 1906 à Zagreb, aussi en Croatie-Slavonie, est une peintre croate.

## Biographie

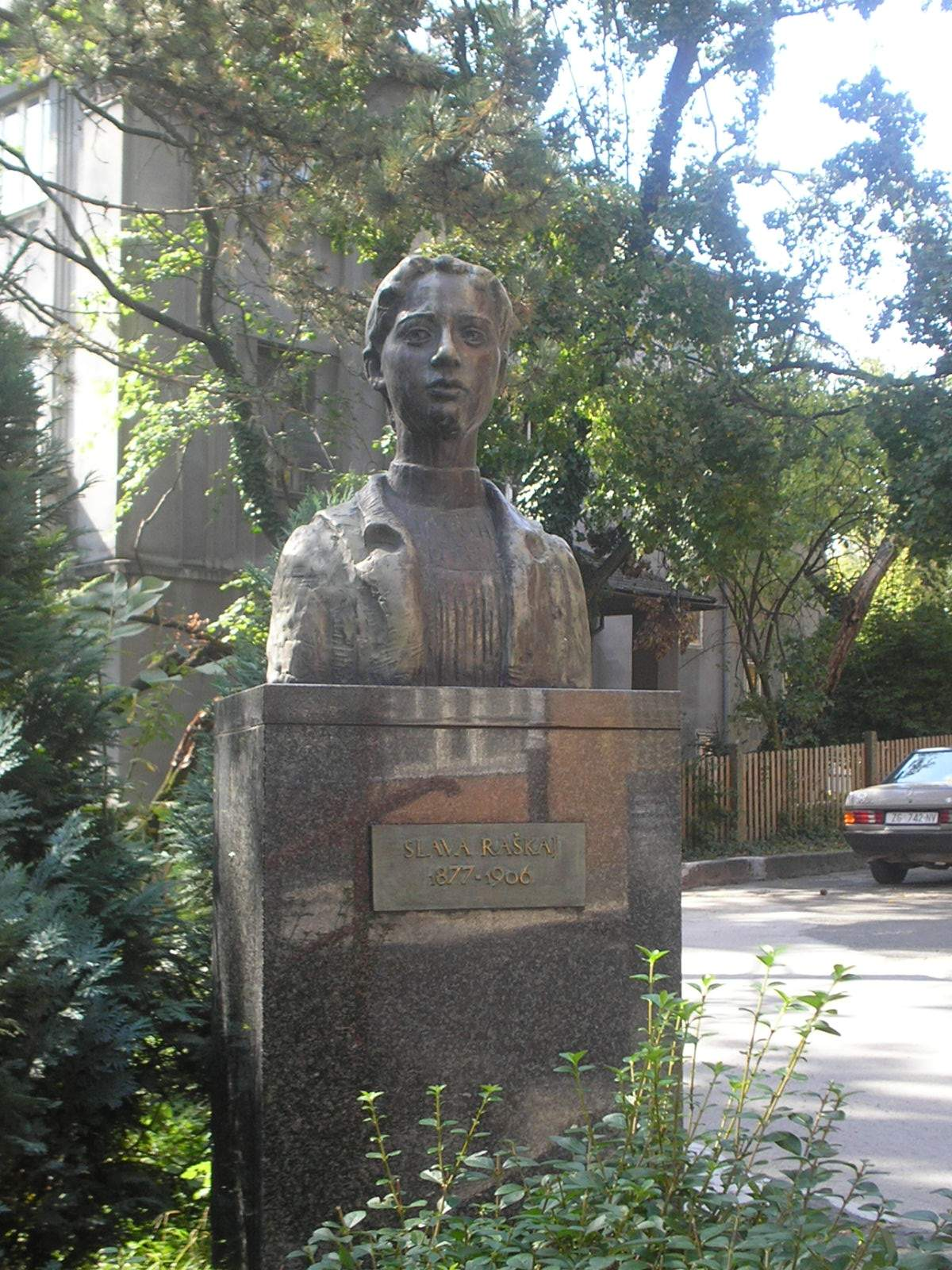
La statue de Slava Raškaj

Slava Raškaj naît sourde et muette en 1877 à Ozalj, à cette époque en Royaume de Croatie-Slavonie et son nom complet est Friderika Slavomira Olga Raškaj. À l'âge de huit ans, elle étudie à Vienne dans une école pour enfants sourds qui est fondée par l'abbé Stock, un disciple de l’abbé de l'Épée. Elle apprend le français, l'allemand et le dessin.
En 1895, elle intègre l'atelier de Bela Čikoš Sesija, un artiste croate connu, à Zagreb.
Aucune exposition individuelle de sa peinture n'est organisée de son vivant, mais ses créations sont présentes par contre dans des expositions collectives. Ses œuvres sont notamment présentés, à partir en 1898, à Zagreb (par l'association des artistes croates) puis Saint-Pétersbourg et Moscou (dans une exposition austro-hongroise), puis à l'Exposition universelle de 1900 à Paris.
Slava Raškaj retourne dans sa ville natale, et continue à peindre. Elle a des symptômes d'une dépression et elle est internée à l'hopital psychiatrique de Zagreb en 1903. Elle meurt de tuberculose en 1906 dans l’hôpital à Stenjevec, un quartier de Zagreb. Elle a vingt-neuf ans.

## Peinture

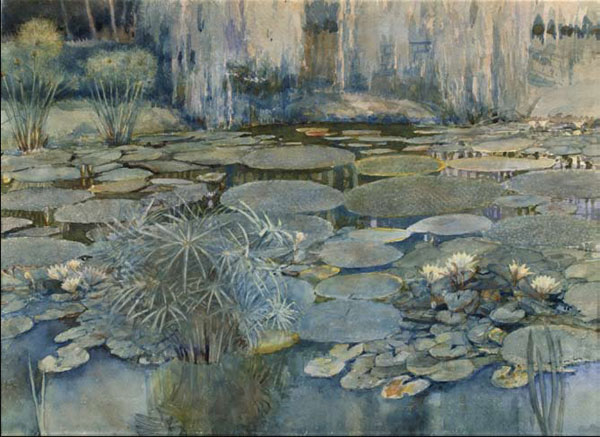
Tableau avec des plantes Nymphaeaceae
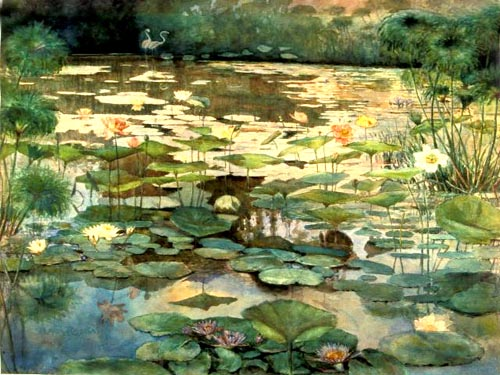
Autre tableau avec des plantes Nymphaeaceae
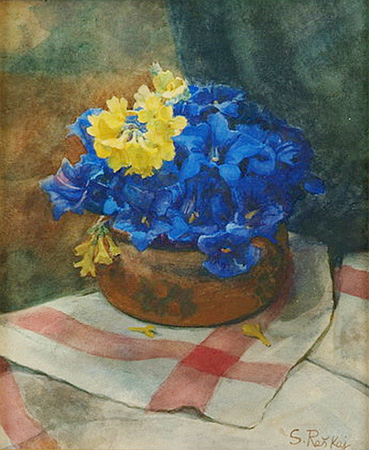
Bouquet
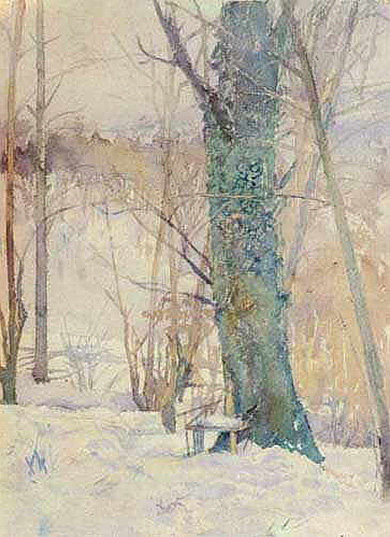
L'arbre dans la neige
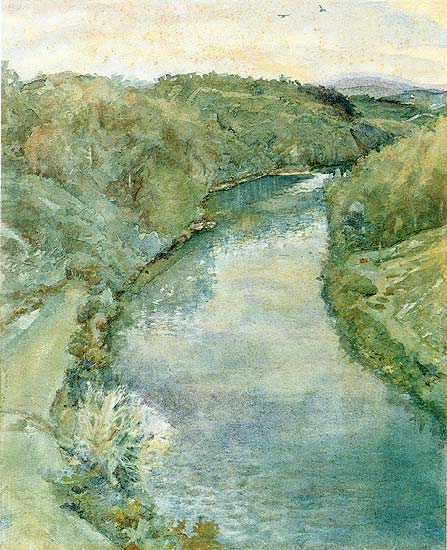
Kupa, la rivière d'Ozalj
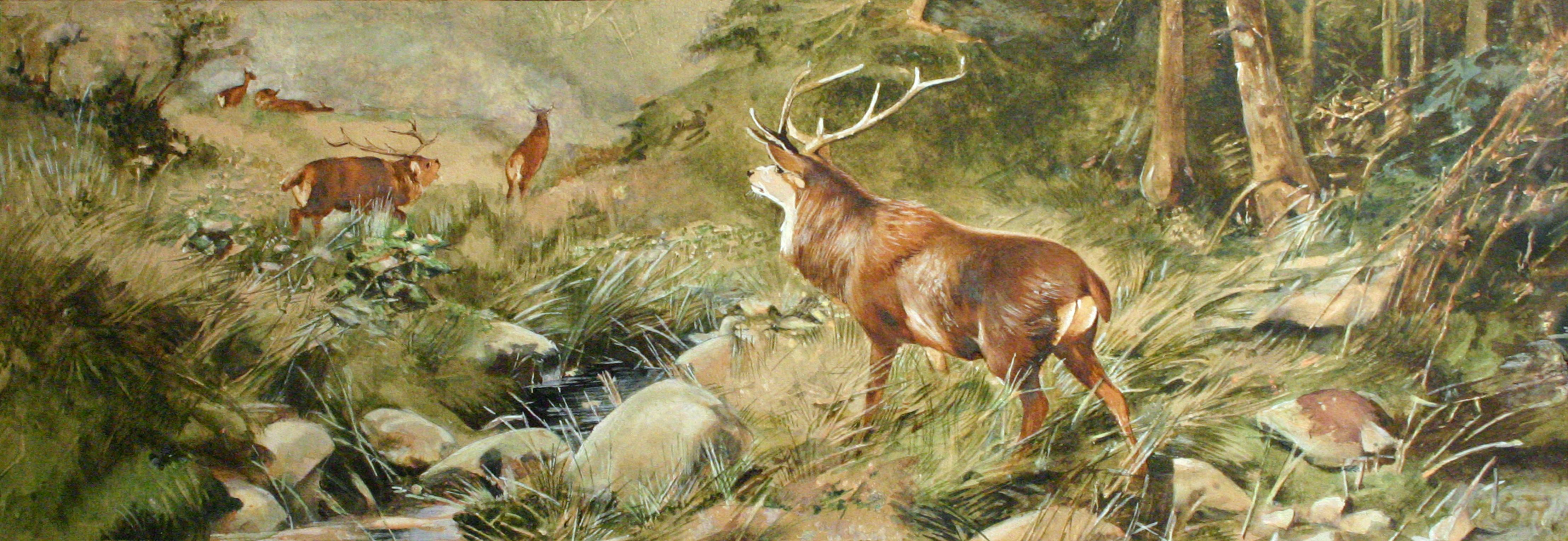
Les cerfs